# Michael Ironside
Michael Ironside, nome d'arte di Frederick Reginald Ironside (Toronto, 12 febbraio 1950), è un attore e doppiatore canadese.

## Carriera
Ironside ha preso parte a più di cento film, e in circa una ventina di questi è stato anche protagonista. Ha lavorato anche come regista, sceneggiatore e produttore.
Ha avuto ruoli di rilievo in film importanti, come Scanners (1981), Top Gun (1986), Atto di forza (1990), Free Willy - Un amico da salvare (1993), Starship Troopers - Fanteria dello spazio (1997) e in molte serie televisive, tra le quali Visitors, Smallville ed E.R. - Medici in prima linea.
Ha anche interpretato quattro episodi della serie televisiva Walker Texas Ranger, nelle vesti del "Presidente". Ha lavorato al fianco di importanti registi come Tony Scott. Ha quasi sempre ruoli da antagonista "cattivo".
Per quanto riguarda gli anni duemila, ha avuto ruoli di rilevanza in film come La tempesta perfetta (2000), L'uomo senza sonno (2004), The Alphabet Killer (2008), Terminator Salvation (2009), X-Men - L'inizio (2011), Zeus in Turbo Kid (2015). Ha anche interpretato il generale GDI Jack Granger nel videogioco Command and Conquer 3 - Tiberium Wars, del 2007. Come doppiatore ha prestato la voce a Sam Fisher, personaggio principale della serie di videogiochi Splinter Cell. Tuttavia, non poté riprendere il suo ruolo per Tom Clancy's Splinter Cell: Blacklist per motivi di salute, dato che gli era stato diagnosticato un cancro, e di conseguenza, Eric Johnson lo sostituì temporaneamente per questo gioco.

## Vita privata
Dopo un primo matrimonio finito con un divorzio, si è risposato nel 1986 con Karen Marls Dimwiddie. Ha due figlie, Adrienne Lynne (1974), avuta dalla prima moglie, e Findlay (1998), avuta dalla seconda moglie.

## Filmografia

### Cinema
- Outrageous!, regia di Richard Benner (1977)
- Truck Drivers (High-Ballin), regia di Peter Carter (1978)
- Il gioco del potere (Power Play), regia di Martyn Burke (1978)
- Summer's Children, regia di Julius Kohanyi (1979)
- Squilli di sangue (Stone Cold Dead), regia di George Mendeluk (1979)
- Double Negative, regia di George Bloomfield (1980)
- I, Maureen, regia di Janine Manatis (1980)
- Suzanne, regia di Robin Spry (1980)
- Coming Out Alive, regia di Don McBrearty (1980)
- Scanners, regia di David Cronenberg (1981)
- Surfacing, regia di Claude Jutra (1981)
- Delitto al Central Hospital (Visiting Hours), regia di Jean-Claude Lord (1982)
- American Nightmare, regia di Don McBrearty (1983)
- Il cacciatore dello spazio (Spacehunter: Adventures in the Forbidden Zone), regia di Lamont Johnson (1983)
- Cross Country, regia di Paul Lynch (1983)
- Best Revenge, regia di John Trent (1984)
- The Surrogate, regia di Don Carmody (1984)
- Il gioco del falco (The Falcon and the Snowman), regia di John Schlesinger (1985)
- Jo Jo Dancer, Your Life Is Calling, regia di Richard Pryor (1986)
- Top Gun, regia di Tony Scott (1986)
- Fuga per la libertà (Nowhere to Hide), regia di Mario Philip Azzopardi (1987)
- Ricercati: ufficialmente morti (Extreme Prejudice), regia di Walter Hill (1987)
- Prom Night II - Il ritorno (Hello Mary Lou: Prom Night II), regia di Ron Oliver (1987)
- Hostile Takeover, regia di George Mihalka (1988)
- Alterazione genetica (Watchers), regia di Jon Hess (1988)
- Destiny to Order, regia di Jim Purdy (1989)
- Vuoto mentale (Mindfield), regia di Jean-Claude Lord (1989)
- Atto di forza (Total Recall), regia di Paul Verhoeven (1990)
- Vendetta incrociata (Payback), regia di Russell Solberg (1991)
- Chaindance - Sotto massima sicurezza (Chaindance), regia di Allan A. Goldstein (1991)
- Highlander II - Il ritorno (Highlander II: The Quickening), regia di Russell Mulcahy (1991)
- McBain, regia di James Glickenhaus (1991)
- Anno 2053 - La grande fuga (Neon City), regia di Monte Markham (1991)
- Black Ice, regia di Neill Fearnley (1992)
- Istantanea dell'assassino (Killer Image), regia di David Winning (1992)
- Il cannibale metropolitano (The Vagrant), regia di Chris Walas (1992)
- Bella e dannata (Guncrazy), regia di Tamra Davis (1992)
- Cafe Romeo, regia di Rex Bromfield (1992)
- Salvami! (Save Me), regia di Alan Roberts (1993)
- Cambogia '94 (Fortunes of War), regia di Thierry Notz (1993)
- Fuoco incrociato (Point of Impact), regia di Bob Misiorowski (1993)
- Sweet Killing, regia di Eddy Matalon (1993)
- Night Trap - Nel cuore del maligno (Night Trap), regia di David A. Prior (1993)
- Free Willy - Un amico da salvare (Free Willy), regia di Simon Wincer (1993)
- Famiglia in fuga (Father Hood), regia di Darrell Roodt (1993)
- Costretto a uccidere (Forced to Kill), regia di Russell Solberg (1994)
- Killing Machine - Assassino nato (The Killing Machine), regia di David Mitchell (1994)
- Missione senza nome (Red Scorpion 2), regia di Michael Kennedy (1994)
- Tokyo Cowboy, regia di Kathy Garneau (1994)
- Karate Kid 4 (The Next Karate Kid), regia di Christopher Cain (1994)
- Il distintivo di vetro (The Glass Shields), regia di Charles Burnett (1994)
- Sole rosso sangue (Red Sun Rising), regia di Francis Megahy (1994)
- Il maggiore Payne (Major Payne), regia di Nick Castle (1995)
- Bolt, regia di Henri Colline e George Mendeluk (1995)
- Too Fast Too Young, regia di Tim Everitt (1996)
- One Way Out, regia di Kevin Lynn (1996)
- Oltre l'innocenza (Portraits of a Killer), regia di Bill Corcoran (1996)
- The Destiny of Marty Fine, regia di Michael Hacker (1996)
- I ragazzi della Tavola Rotonda (Kids of the Round Table), regia di Robert Tinnell (1997)
- Atto finale (Cold Night Into Dawn), regia di Serge Rodnunsky (1997)
- Starship Troopers - Fanteria dello spazio (Starship Troopers), regia di Paul Verhoeven (1997)
- Uno dei nostri (One of Our Own), regia di David Winning (1997)
- Prigioniera (Captive), regia di Roger Cardinal (1998)
- Hellcab - Un inferno di taxi (Chicago Cab), regia di Mary Cybulski e John Tintori (1998)
- Ivory Tower, regia di Darin Ferriola (1998)
- Death Row the Tournament, regia di Jesse V. Johnson – cortometraggio (1998)
- Going to Kansas City, regia di Pekka Mandart (1998)
- Desert Blue, regia di Morgan J. Freeman (1998)
- Indagine pericolosa (The Arrangement), regia di Michael Ironside (1999)
- Una luce nelle tenebre (Black Light), regia di Michael Storey (1999)
- Viaggio verso la verità (Southern Cross), regia di James Becket (1999)
- Al di sopra della legge (Question of Privilege), regia di Rick Stevenson (1999)
- Una mente perversa (A Twist of Faith), regia di Chris Angel (1999)
- Codice Omega (The Omega Code), regia di Robert Marcarelli (1999)
- Heavy Metal 2000, regia di Michael Coldewey e Michel Lemire (2000) - voce
- Delitto + castigo a Suburbia (Crime and Punishment in Suburbia), regia di Rob Schmidt (2000)
- La tempesta perfetta (The Perfect Storm), regia di Wolfgang Petersen (2000)
- La sottile linea della morte (Cause of Death), regia di Marc S. Grenier (2001)
- I confini del cuore (Borderline Normal), regia di Jeff Beesley (2001)
- Mindstorm, regia di Richard Pepin (2001)
- Down - Discesa infernale (Down), regia di Dick Maas (2001)
- Children of the Corn: Revelation – VHS (2001)
- Soulkeeper, regia di Darin Ferriola (2001) – voce
- L'insonne (Dead Awake), regia di Marc S. Grenier (2001)
- Extreme Honor, regia di Steven Rush (2001)
- Ignition - Dieci secondi alla fine (Ignition), regia di Yves Simoneau (2001)
- Angel Killer (Fallen Angels), regia di Ian David Diaz (2002)
- Fairytales and Pornography, regia di Chris Philpott (2002)
- Maximum Velocity, regia di Phillip J. Roth (2003)
- The Failures, regia di Tim Hunter (2003)
- L'uomo senza sonno (El Maquinista), regia di Brad Anderson (2004)
- Reeker - Tra la vita e la morte (Reeker), regia di Dave Payne (2005)
- Deepwater, regia di David S. Marfield (2005)
- Guy X, regia di Saul Metzstein (2005)
- On That Day, regia di Josh Koffman – cortometraggio (2005)
- 1st Bite, regia di Hunt Hoe (2006)
- Surveillance, regia di Jennifer Lynch (2008)
- The Alphabet Killer, regia di Rob Schmidt (2008)
- Hardwired - Nemico invisibile (Hardwired), regia di Ernie Barbarash (2009)
- Terminator Salvation, regia di McG (2009)
- The Bannen Way, regia di Jesse Warren (2010)
- X-Men - L'inizio (X-Men: First Class), regia di Matthew Vaughn (2011)
- Ice Soldiers, regia di Sturla Gunnarsson (2013)
- Extraterrestrials, regia di The Vicious Brothers (2014)
- Synchronicity, regia di Paul Village (2015)
- Turbo Kid, regia di François Simard, Anouk Whissell, Yoann-Karl Whissell (2015)
- Still/Born, regia di Brandon Christensen (2017)
- Bloodthirsty - Sete di sangue regia di Amelia Moses (2020)
- Io sono nessuno (Nobody), regia di Il'ja Najšuller (2021)
- Late Night With the Devil, regia di Cameron e Colin Cairnes (2023)
- BlackBerry, regia di Matt Johnson (2023)
- Io sono nessuno 2 (Nobody 2), regia di Timo Tjahjanto (2025)

### Televisione
- L'amico Gipsy (The Littlest Hobo) – serie TV, episodio 1x06 (1979)
- La scelta (The Family Man) – film TV (1979)
- Clown White – film TV (1981)
- The July Group – film TV (1981)
- Off Your Rocker – film TV (1982)
- The Sins of Dorian Gray – film TV (1983)
- A-Team (The A-Team) – serie TV, episodio 2x07 (1983)
- Hill Street giorno e notte (Hill Street Blues) – serie TV, episodio 4x08 (1983)
- Mike Hammer investigatore privato (Mike Hammer) – serie TV, 1 episodio (1984)
- Visitors (V) – serie TV, 12 episodi (1984-1985)
- Visitors II (V: The Final Battle) – film TV trasmesso in Italia come seconda parte della miniserie TV V - Visitors (1984)
- The Cap – film TV (1985)
- Assassinio nello spazio (Murder in Space), regia di Steven Hilliard Stern – film TV (1985)
- I viaggiatori delle tenebre (The Hitchhiker) – serie TV, episodio 3x08 (1986)
- Alfred Hitchcock presenta (Alfred Hitchcock Presents) – serie TV, episodio 2x03 (1987)
- La leggenda di Henry Ford (Ford: The Man and the Machine) – miniserie TV (1987)
- Race for the Bomb – miniserie TV (1987)
- The Ray Bradbury Theater – serie TV, 1 episodio (1988)
- One Boy, One Wolf, One Summer – film TV (1988)
- Un testimone sospetto (Murder by Night) – film TV (1989)
- I racconti della cripta (Tales from the Crypt) – serie TV, episodi 2x07-6x13 (1990-1995)
- La morte si fa bella (Drop Dead Gorgeous), regia di Paul Lynch – film TV (1991)
- Sorveglianza mortale (Deadly Surveillance) – film TV (1991)
- Il marchio dell'assassino (Marked for Murder) – film TV (1993)
- Dead Man's Revenge – film TV (1994)
- Oltre il sospetto (Probable Cause) – film TV (1994)
- Singapore Sling: Road to Mandalay – film TV (1995)
- E.R. - Medici in prima linea (ER) – serie TV, 7 episodi (1995-2002)
- SeaQuest DSV – serie TV, 13 episodi (1995-1996)
- Terminal – film TV (1996)
- The Arrow – film TV (1997)
- F/X (F/X: The Series) – serie TV, episodio 1x18 (1997)
- La crociera della paura (Voyage of Terror) – film TV (1998)
- Johnny 2.0 – film TV (1998)
- The Tom Green Show, 2 episodi (1999-2003)
- Cold Squad - Squadra casi archiviati (Cold Squad) – serie TV, episodio 3x01 (1999)
- Oltre i limiti (The Outer Limits) – serie TV, episodi 5x13-7x17 (1999-2001)
- Il processo di Norimberga (Nuremberg), regia di Yves Simoneau – film TV (2000)
- Walker Texas Ranger, (Walker Texas Ranger) – serie TV, 4 episodi (2000)
- The Red Phone: Manhunt – film TV (2001)
- Jett Jackson: The Movie, regia di Shawn Levy – film TV (2001)
- The District – serie TV, episodi 2x11-2x15 (2002)
- Le dernier chapitre: La Suite – miniserie TV (2002)
- Le dernier chapitre – miniserie TV (2002)
- Hemingway vs. Callaghan – film TV (2003)
- Alaska – film TV (2003)
- The Last Chapter II: The War Continues – miniserie TV (2003)
- The Red Phone: Checkmate – film TV (2003)
- Andromeda – serie TV, episodi 3x20-4x17 (2003-2004)
- Justice League – serie animata, 4 episodi (2003-2006) – voce
- Medical Investigation – serie TV, episodio 1x10 (2004)
- Smallville – serie TV, episodi 4x02-4x03-10x07 (2004-2010)
- Young Blades – serie TV, 11 episodi (2005)
- Bloodsuckers – film TV (2005)
- Desperate Housewives – serie TV, episodi 2x10-2x11 (2005-2006)
- Disaster Zone - Vulcano a New York (Disaster Zone: Volcano in New York) – film TV (2006)
- Stargate SG-1 – serie TV, episodio 9x19 (2006)
- Masters of Horror – serie TV, episodio 2x03 (2006)
- The Veteran, regia di Sidney J. Furie – film TV (2006)
- Criminal Minds – serie TV, episodio 3x16 (2008)
- Wolverine and the X-Men – serie animata, 6 episodi (2008-2009) – voce
- Cold Case - Delitti irrisolti (Cold Case) – serie TV, episodi 6x22-6x23-7x01 (2009)
- Castle – serie TV, episodio 2x21 (2010)
- Lake Placid 3 - Calma apparente – film TV (2003)
- R. L. Stine's The Haunting Hour – serie TV, episodi 2x12-2x13 (2012)
- Burden of Evil - Il peso del male (Burden of Evil), regia di Michel Monty – film TV (2012)
- Justified – serie TV, 1 episodio (2012)
- Dark Wall – serie TV, 1 episodio (2012)
- XIII (XIII: The Series') – serie TV, 2 episodi (2012)
- Community – serie TV, 1 episodio (2012)
- Vegas – serie TV, 4 episodi (2013)
- The Lizzie Borden Chronicles, regia di Nick Gomez – miniserie TV (2015)
- The Flash – serie TV, 1 episodio (2015)
- Il processo di Tokyo (Tokyo Trial), regia di Rob W. King e Pieter Verhoeff – miniserie TV (2016)
- L'alienista (The Alienist) – serie TV, 4 episodi (2018)
- The Dropout, regia di Michael Showalter, Francesca Gregorini e Erica Watson – miniserie TV, puntate 2-3 (2022)
- Barry – serie TV, episodi 3x05-4x04 (2022-2023)

## Doppiatori italiani
Nelle versioni in italiano delle opere in cui ha recitato, Michael Ironside è stato doppiato da:
- Paolo Buglioni in Alterazione genetica, Costretto a uccidere, Oltre l'innocenza, Eredità contesa, Progetto Mindstorm, The Flash
- Angelo Nicotra in Starship Troopers - Fanteria dello spazio, Lake Placid 3 - Calma apparente, The Bannen Way, The Lizzie Borden Chronicles, Io sono nessuno
- Franco Zucca in Un testimone sospetto, E.R. - Medici in prima linea, La crociera della paura, Cold Case - Delitti irrisolti
- Oreste Rizzini in Scanners, Visitors, Visitors II, Anno 2053 - La grande fuga
- Michele Gammino in Atto di forza, Highlander II - Il ritorno, La tempesta perfetta
- Rodolfo Bianchi ne La sottile linea della morte, Ignition - Dieci secondi alla fine, Rake
- Stefano De Sando in Terminator Salvation, Ice Soldiers, XIII
- Michele Kalamera in Prom Night II - Il Ritorno, Una luce nelle tenebre
- Antonio Sanna in Karate Kid IV, Surveillance
- Vittorio Di Prima in Delitto + castigo a Suburbia, L'uomo senza sonno
- Saverio Indrio ne Il processo di Norimberga, Walker Texas Ranger
- Saverio Moriones in Smallville (ep. 4x02, 4x03), Castle
- Bruno Alessandro in X-Men - L'inizio, The Dropout
- Alessandro Rossi in Top Gun
- Sergio Di Stefano in Alfred Hitchcock presenta
- Eugenio Marinelli in SeaQuest - Odissea negli abissi
- Elio Zamuto in Smallville (ep. 10x07)
- Enrico Maggi in Reeker - Tra la vita e la morte
- Emilio Cappuccio in Criminal Minds
- Massimo Pizzirani in Desperate Housewives
- Francesco Pannofino ne Il distintivo di vetro
- Renato Cortesi in Free Willy - Un amico da salvare
- Romano Malaspina in Johnny 2.0
- Paolo Maria Scalondro in Famiglia in fuga
- Marco Mete in McBain
- Osvaldo Ruggieri in Ricercati: ufficialmente morti
- Natale Ciravolo in Down - Discesa infernale
- Luciano De Ambrosis in Deepwater
- Ambrogio Colombo in Going to Kansas City
- Luca Biagini in The Alphabet Killer
- Ugo Maria Morosi ne Il maggiore Payne
- Alessandro Ballico in Burn Notice - Duro a morire
- Dario Penne in Justified
- Maurizio Scattorin in Burden of Evil - Il peso del male
- Mauro Bosco in Una mente perversa
- Marco Balbi ne Il cannibale metropolitano
- Pierluigi Astore in Hawaii Five-0
- Marco Pagani in Late Night with the Devil

Da doppiatore è sostituito da
- Luca Ward in Tom Clancy's Splinter Cell, Tom Clancy's Splinter Cell: Pandora Tomorrow, Tom Clancy's Splinter Cell: Chaos Theory
- Dario Oppido in Tom Clancy's Splinter Cell Double Agent, Tom Clancy's Splinter Cell Conviction
- Massimo Lodolo in Heavy Metal 2000
- Mario Zucca in Wolverine and the X-Men